# École française de peinture
L'école française de peinture est un concept utilisé dans le monde de l'art pour référer à une tradition commune à l'ensemble des peintres français du temps où l'Académie royale de peinture et de sculpture, puis l'Institut de France, établissent les canons. Bien que la périodicité soit débattue, il considère qu'elle est née au XVIIe siècle et qu'elle s'est éteinte à la fin du XIXe siècle. L'« école française » de peinture a été définie a posteriori. Jusqu'à peu, l'expression ne s'appliquait pas aux peintres contemporains.

## Les prémices de l'école française (IXe–XVIesiècles)
Les partisans d'une école française de peinture lui octroient des racines dans les deux disciplines où les artisans du territoire français seraient passés maîtres : d'une part, la miniature, à partir du IXe siècle ; d'autre, part, la verrerie, principalement au XVIe siècle.
Alors que la peinture italienne se soumet à l'autorité d'un maître, aucun miniaturiste ou verrier français ne brille par sa notoriété, c'est pourquoi on sous-estime l'importance des artistes français de la fin du Moyen Âge. L'enluminure s'établit principalement à Paris, tandis que l'art verrier fleurit en Normandie.

### La miniature
La France serait devenue, au IXe siècle, une terre de calligraphie et de miniature, sous l'impulsion de trois école : Saint-Martin-de-Tours, Metz et Tours. La miniature française emprunte largement au répertoire iconographique de l'enluminure britannique, qui pénètre sur le continent au IXe siècle, notamment grâce à la venue du conseiller britannique Alcuin dans l'empire carolingien.
Au XIIe siècle, cinq écoles régionales se distinguent : la Bourgogne, la Picardie, le Limousin, la Provence et l'Aquitaine. La miniature française aurait fait l'objet d'une admiration en Italie.

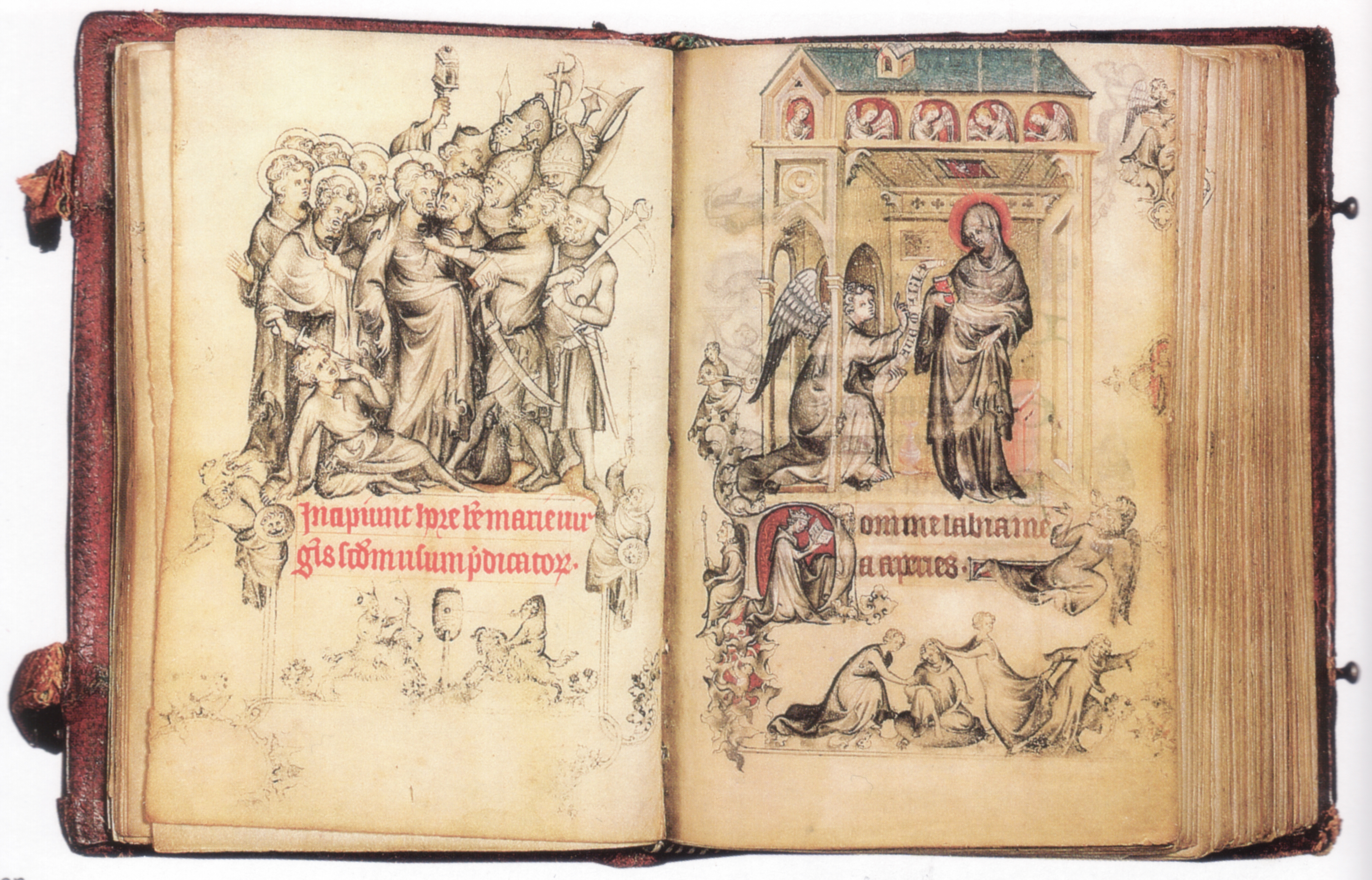
Jean Pucelle : Heures de Jeanne d'Évreux

Au Moyen Âge, l'art a vocation à reproduire le réel, en en donnant une image fidèle. Le Français Jean Pucelle parvient à s'imposer dans les cours princières au début du XIVe siècle. Il puise son inspiration dans les arts italiens. Les enlumineurs français du début du XIVe siècle sont marqués par les recherches physionomiques des peintres italiens. Par ailleurs, les artistes flamands sont bien installés en France, à l'instar de Jean de Bruges, dans la seconde moitié du XIVe siècle, et du Maître de Boucicaut, qui attire les amateurs italiens à Paris, au début du XVe siècle.

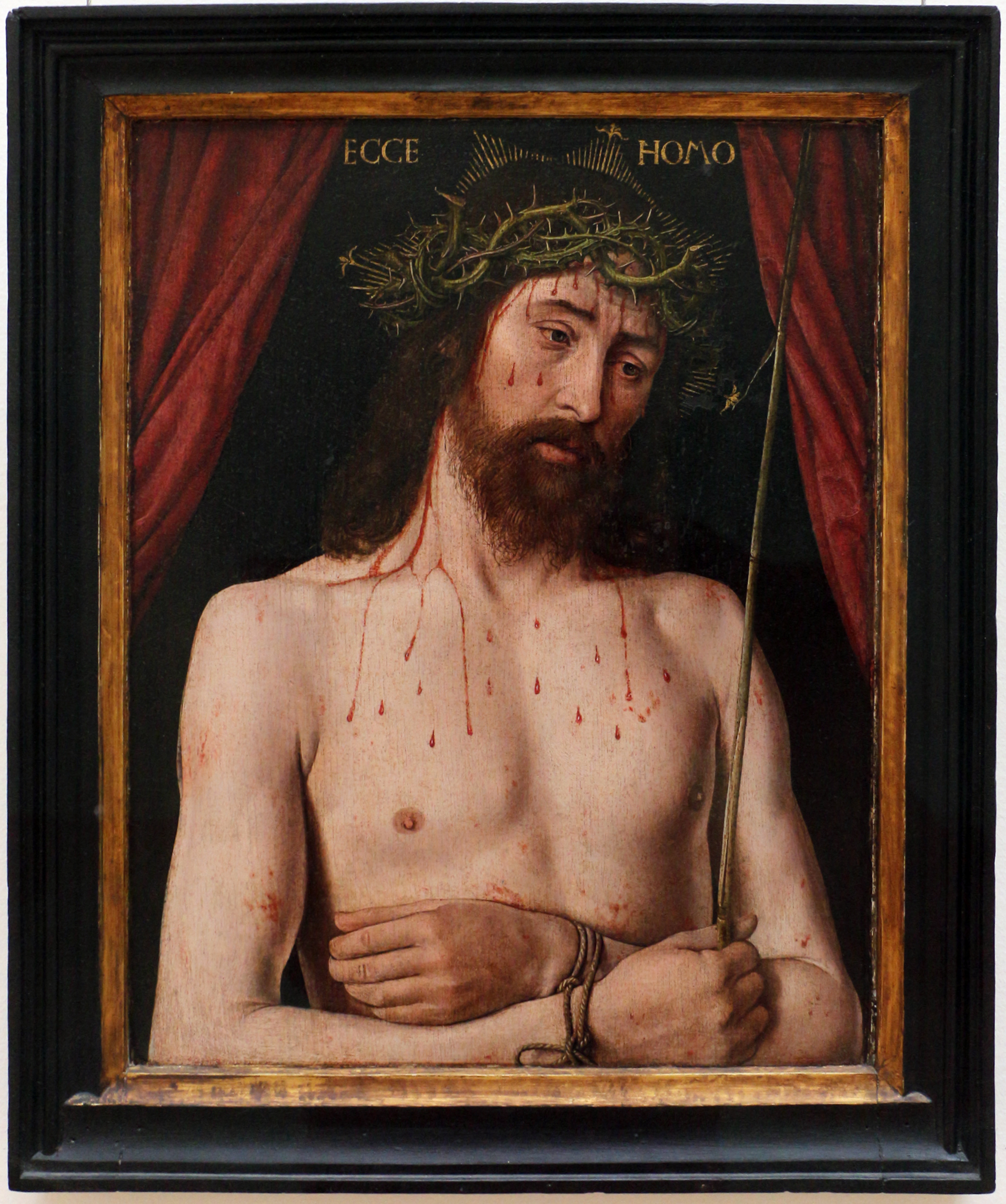
Jean Hey : Ecce homo

Paris, au XIVe siècle, puis les duchés, au XVe siècle, deviennent des centres artistiques d'une relative importance. Cependant, les circulations d'artistes sont telles que nous ne pouvons parler d'une école proprement française, qui serait notamment le fait d'artistes italiens ou flamands. Au XVe siècle, l'art flamand rayonne partout sur le territoire. Jean Fouquet, le peintre français le plus célèbre de son temps, voyage en Italie dans sa jeunesse et s'inspire du Flamand Van Eyck. Jean Fouquet fait école dans le reste du pays. Sa redécouverte par les historiens de l'art, au XVe siècle, permet de mettre en perspective l'ancienneté de la peinture française. Jean Hey, qui fait le bonheur de Paris à la fin du XVe siècle, est quant à lui originaire des Pays-Bas.
Certaines régions, comme la Savoie, bénéficient, au XVe siècle, de brassages d'influences ; en dépit de leur attractivité, nous ne pouvons pas parler d'« écoles régionales » à leur sujet, puisque les circulations des modèles artistiques engendrent d'importants emprunts d'une région à une autre.

### La verrerie
L'Italie, qui rayonnait sur la scène artistique européenne, perpétue le style byzantin en privilégiant un médium : la mosaïque. À la même époque, les artistes français innovent et transposent la légende peinte du mur au vitrail, passant maîtres dans l'art verrier.
En 1939, Paul Valéry prend d'ailleurs la verrerie comme point de départ de sa réflexion sur la supériorité de l'art français : « l'art français s'est exercé supérieurement dans tous les genres : du vitrail au burin, de la cathédrale au "bonheur-du-jour" ». L'art verrier transfigure la lumière. Au XVIIe siècle, André Félibien observe dans les vitraux français une preuve que le pays pratique la peinture depuis longtemps. Il indique que « le premier qui fit peindre à Rome sur du verre était natif de Marseille ». Au XIXe siècle, les critiques brandissent ce savoir-faire prétendument typiquement français en étendard de l'art national : l'un d'entre eux écrit ainsi que « depuis l'origine de la peinture sur verre, nous avons été maîtres dans un art où les Italiens eux-mêmes ne se sont essayés qu'avec un médiocre succès ».
On a longtemps cru que l'art verrier constitue la production d'un maître dirigeant un atelier d'artistes ; désormais, les historiens de l'art plaident plutôt en faveur de collaborations entre différents artistes au destin singulier.

### L'influence italienne
La Renaissance voit le mécénat français se développer autour de la production de la miniature.

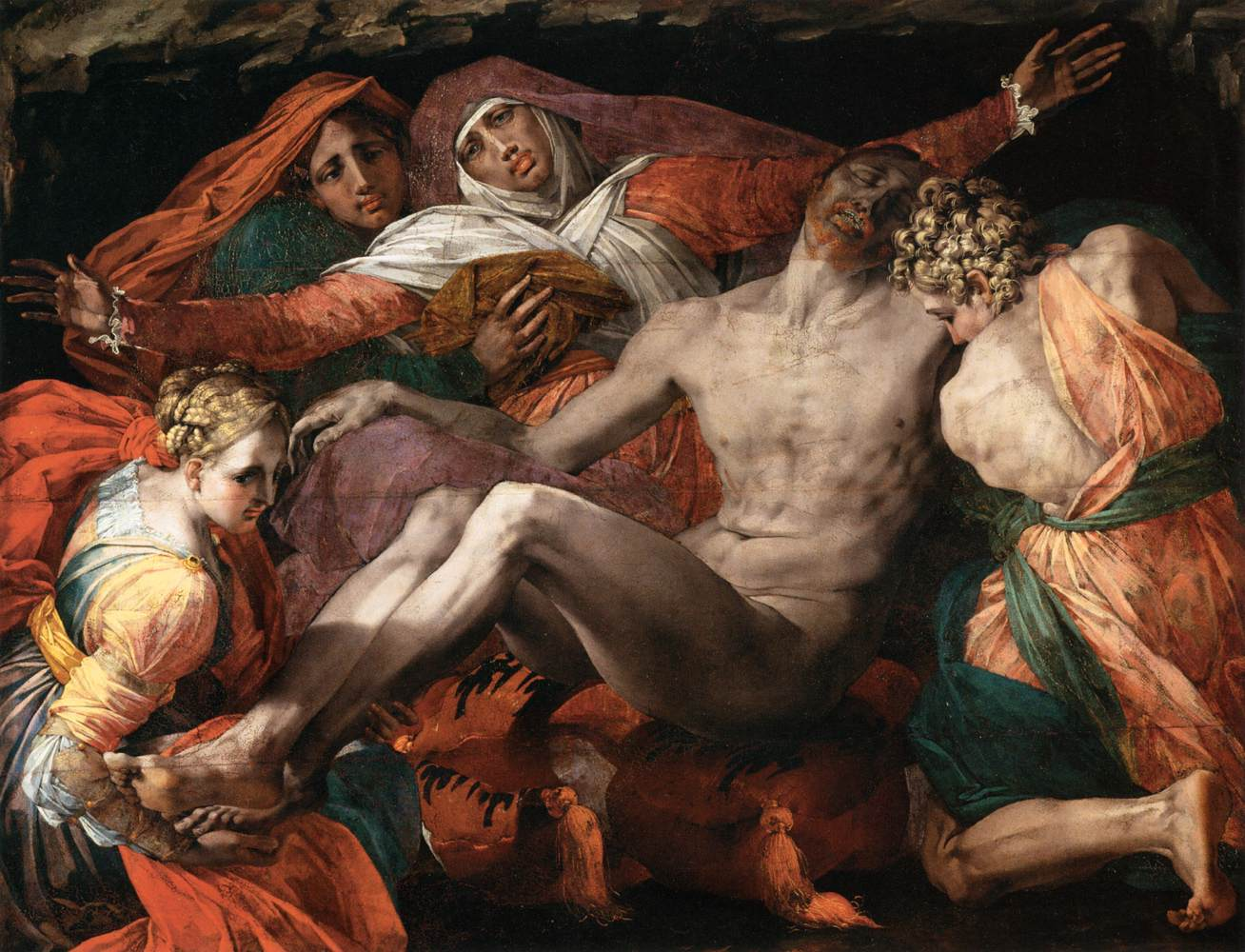
Rosso Fiorentino : Pietà ou Christ mort

En 1517, François Ier fait venir Léonard de Vinci à Amboise, s'appropriant de la sorte le génie du maître italien. François Ier fait ensuite venir d'Italie de nombreux artistes pour embellir son château à Fontainebleau. Une « école de Fontainebleau » voit le jour entre 1535 et 1550 ; elle est à mettre au compte d'artistes italiens tels que Rosso Fiorentino. Ce dernier a par exemple influencé le peintre français Jean Cousin.
Au milieu du XVIe siècle, la peinture française est fortement influencée par le grotesque de Raphaël : les artistes français s'intéressent nouvellement aux vestiges antiques.
Le Bolonais Primatice, arrivé en France en 1532, assure des transferts d'idées grâce aux allers-retours qu'il accomplit constamment entre son pays d'origine et sa terre d'accueil.
C'est ainsi que la peinture française emprunte à l'Italie la tradition du paysage naturel grandiose dans lequel s'intègrent des détails minuscules et minutieux.
Au XVIIe siècle, l'influence de l'Italie est telle que Rome est devenue la capitale de la peinture européenne, et que le caravagisme, caractérisé par une attention particulière aux thèmes de la vie quotidienne et aux contrastes d'ombres et de lumières, tend à se répandre partout en Europe.

## L'académisme (XVIIe–XIXesiècles)

### La naissance d'une école française
Henri Delaborde résume l'histoire de la peinture française du XVIIe siècle et du XIXe siècle à l'histoire de ce qu'on appelle l'« Académie »,. Il remarque que l'Italie ne met aucun dogme fixe en place, tandis qu'en France, les progrès de l'art ont un caractère collectif. L'Académie royale de peinture et de sculpture transpose en France le modèle italien de l'académie ; contrairement aux tentatives d'organisation académique italiennes, qui n'ont pas porté leurs fruits, le modèle français crée un environnement propice à l'émulation artistique.

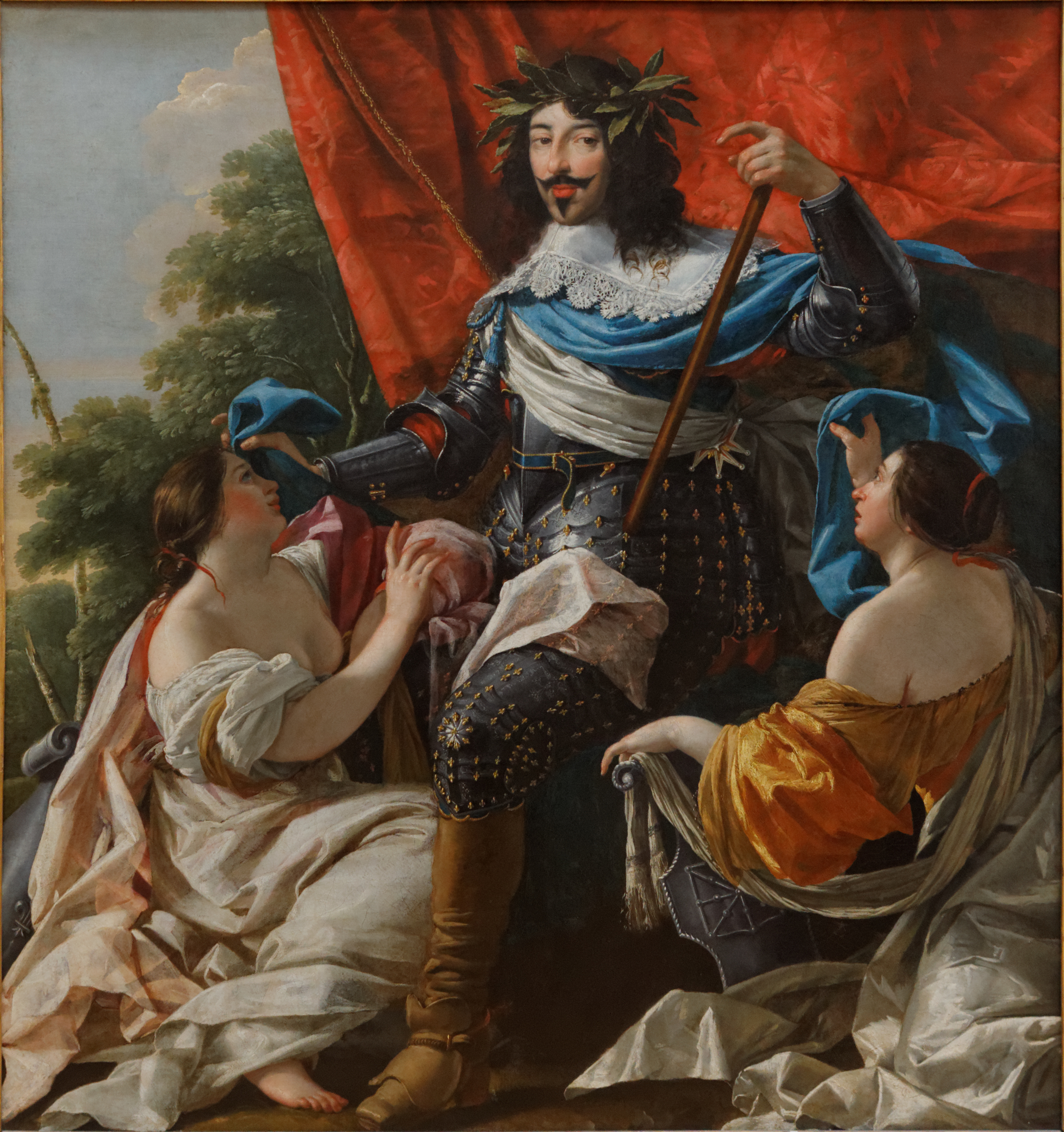
Simon Vouet : Louis XIII entre deux figures de femmes symbolisant la France et la Navarre

Selon l'historien de l'art Pierre Rosenberg, Richelieu serait le « vénérable fondateur de l'Académie ». De fait, une première politique culturelle est mise en place sous le règne de Louis XIII, qui organise le mécénat monarchique. Simon Vouet bénéficie du soutien, recevant une pension de sa part en 1617, alors qu'il est installé à Rome depuis 1614. Il y ouvre une école de peinture d'après le modèle vivant, une pratique qui n'est pas développée en France. En 1624, il est nommé prince de l'Accademia di San Luca. En 1627, Simon Vouet est rappelé à Paris par Louis XIII. Logé au Louvre, il acquiert le titre de premier peintre et s'attèle à la direction de plusieurs chantiers. Il fait alors école ; si certains de ses élèves s'en sont distingués, d'autres lui sont restés fidèles. Les frères Le Nain, venus de Lorraine, font école à Paris à la même époque.

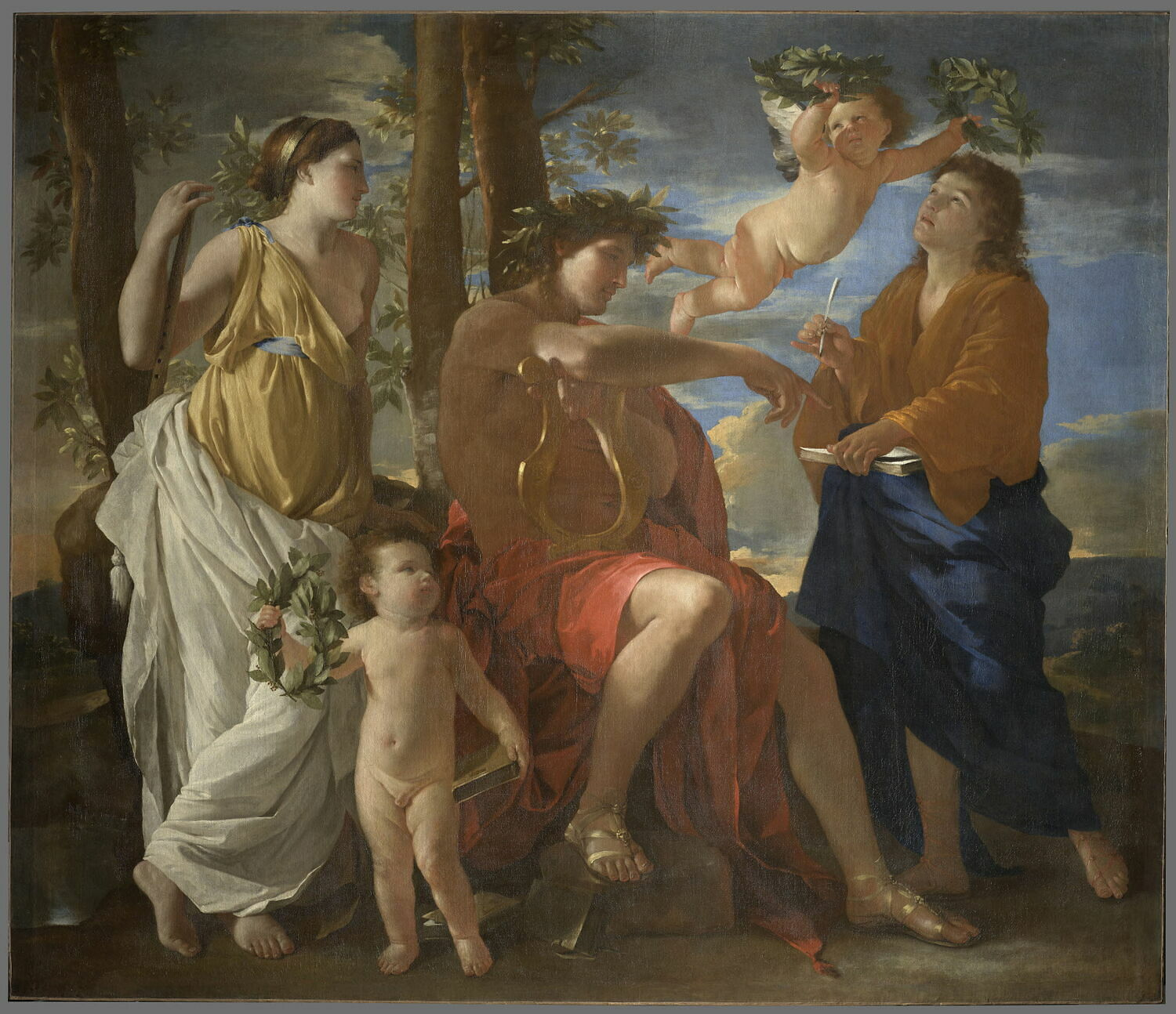
Nicolas Poussin : L'inspiration du poète

De même que Simon Vouet, Nicolas Poussin exerce une certaine influence sur la peinture française du XVIIe siècle. Alors que Simon Vouet verse dans le lyrisme, la peinture de Nicolas Poussin se montre plus intellectualiste, c'est pourquoi les historiens de l'art du XVIIe siècle comme Henri Delaborde, conscient de l'influence de l'artiste sur la peinture de son pays, mettent en avant le caractère intellectuel de l'école française de peinture. Dans une perspective intellectuelle, Nicolas Poussin recommande de « lire » le tableau comme on lit une histoire, car il raconte un récit historique. Les grands artistes du XVIIe siècle - Simon Vouet, Nicolas Poussin, Claude Gellée dit le Lorrain, entre autres - sont formés en Italie. Pierre Mignard est surnommé « le Romain ». D'autres se résignent au séjour ; Philippe de Champaigne, Laurent de La Hyre et Eustache Le Sueur ne font pas le voyage dans la péninsule, et participent à l'effervescence artistique parisienne au milieu du XVIIe siècle.
Le projet académique est porté par le peintre français Charles Le Brun, formé dans l'atelier de Simon Vouet et envoyé à Rome en 1642 en compagnie de Nicolas Poussin. Avant même d'obtenir le titre de « premier peintre », Charles Le Brun obtient un privilège du roi dans l'édition de publications. Les peintres se réfèrent jusqu'alors à un saint patron, saint Luc, mais ils ne se mettent sous la tutelle d'aucune muse ; c'est pourquoi ils sont réputés pratiquer un « art mécanique », par opposition aux « arts libéraux ».
En 1648, l'Académie royale de peinture et de sculpture voit le jour, à l'initiative de treize fondateurs, parmi lesquels Charles Le Brun, Eustache Le Sueur, Laurent de La Hyre et Juste d'Egmont ; huit d'entre eux ont séjourné en Italie. Les peintres de cour à l'origine de l'Académie s'inscrivent en réaction à la tentative des corporations de s'assurer le contrôle de leur art. Le projet académique prend modèle sur l'Accademia del Disegno florentine, instituant la tenue de conférences régulières. Par réaction, la corporation se dote d'une académie, l'académie de Saint-Luc, créée en 1649. Cependant, une division est instaurée entre les ateliers, où l'on apprend la pratique, et l'Académie royale, théorique et intellectuelle.

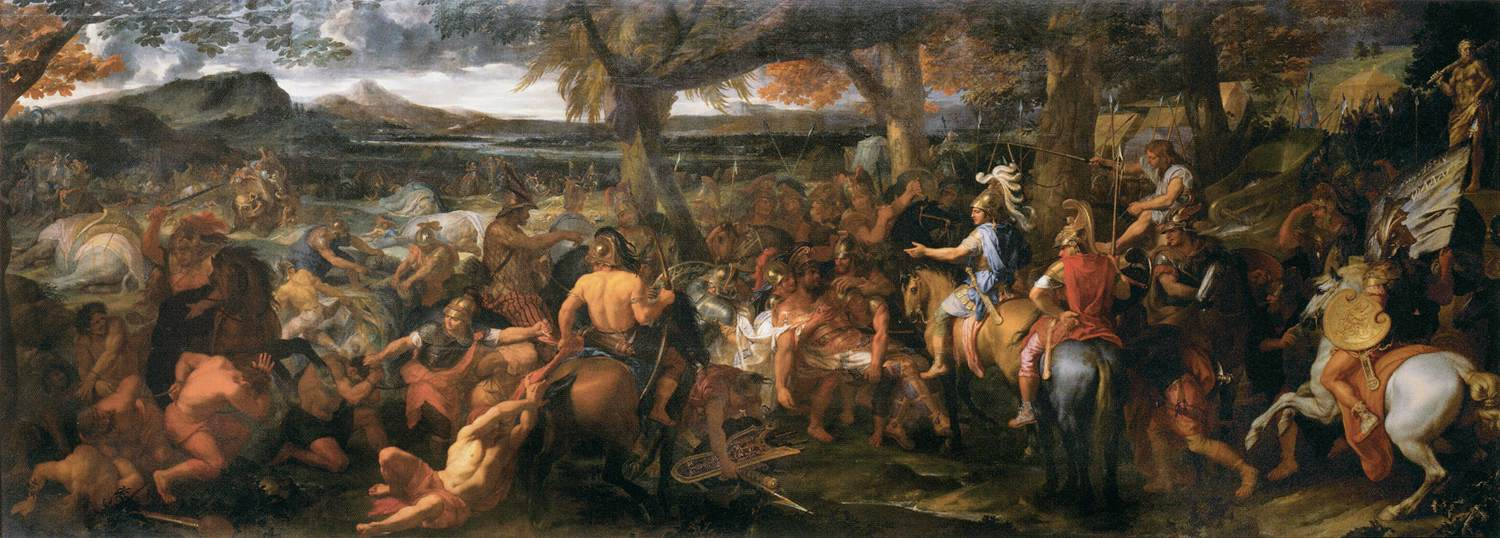
Charles Le Brun : Alexandre et Porus

En 1658, Charles Le Brun entre au service du surintendant Nicolas Fouquet, et prend en charge la décoration du château de Vaux-le-Vicomte, mais il a déjà gagné l'admiration du roi. En 1661, un grand prix est institué, ce qui contribue à la stimulation des artistes. En 1664, Charles Le Brun obtient un brevet de premier peintre du roi. La même année, il est chargé de la politique d'acquisitions et de conservation des collections royales. Il se voit confier la tâche d'organiser le chantier versaillais, et parvient, par un subtil mélange d'autorité et de liberté, à préserver l'homogénéité de l'ensemble. Dès lors, Charles Le Brun peut être considéré comme le véritable instigateur d'une école française de peinture, puisqu'il exerce un certain contrôle sur la propagande artistique royale. À l'Académie, il obtient successivement les fonctions de chancelier, en 1655, recteur, en 1668, et directeur, en 1683.
En 1666, l'académie de France à Rome voit le jour : les lauréats du grand prix de l'Académie se voient offrir la possibilité d'y séjourner grâce à une bourse.
À partir de 1667, des expositions publiques sont organisées : c'est ce qu'on appelle le « Salon de peinture ». Les expositions, organisées au Louvre, n'acquièrent en régularité qu'à partir de 1763. Les peintres de l'académie de Saint-Luc ne sont autorisés qu'à exposer en plein air, à l'occasion de l'exposition de la Jeunesse, organisée le jour de la Fête-Dieu, place Dauphine.
Avec la création et le développement de l'Académie, les peintres ne se limitent plus au statut d'« artisans », ils deviennent des artistes ; ils ne sont plus rémunérés au mètre produit, mais en fonction de leur notoriété. La nouvelle conception de l'art développe la notion d'originalité et la notion de « signature artistique ». La lecture du pictural promue par Nicolas Poussin trouve sa pleine expression dans les conférences publiques initiées par l'Académie royale de peinture et de sculpture dès 1667. C'est par le biais de la lecture que Colbert décide de joindre à la formation pratique des étudiants de l'Académie une approche théorique. De même, l'Académie s'inscrit dans la continuité de Simon Vouet lorsqu'aussitôt fondée, elle prend soin d'introduire le modèle vivant au programme.

### L'école française auXVIIIesiècle
Au XVIIIe siècle, la vie artistique française s'organise autour de l'Académie. C'est l'Académie qui assure la formation des peintres tout en défendant leur position sociale. Les peintres qui essuient des conflits avec l'institution cherchent néanmoins à s'y faire admettre, car on ne peut pas faire carrière en dehors d'elle. L'école française de peinture est définitivement instituée. La France attire des artistes étrangers, tandis que certains artistes français s'expatrient pour ne pas souffrir de la concurrence. L'historien de l'art nationaliste Louis Réau parle d'une « Europe française au siècle des Lumières ».
En 1797, on crée un musée en l'honneur de l'école française de peinture, le musée spécial de l'École française, au sein des Grands Appartements du château de Versailles. Les travaux de restauration du château de Versailles entrepris par Napoléon Bonaparte ont raison du musée en 1810.

### L'institution académique auXIXesiècle
C'est au XIXe siècle que la peinture devient, en France, l'art national, Paris acquérant le statut de capitale des arts. L'Académie a beau avoir disparu, supprimée par un décret du 8 août 1793, une école française de peinture continue de prospérer. L'année suivante, la Convention décrète la formation de l'Institut, dont l'École nationale des Beaux-Arts constitue une classe distincte à partir de 1803. Elle s'inscrit dans la continuité directe de l'enseignement académique.
Les artistes eux-mêmes ne témoignent pas d'opposition à l'égard des standards techniques ; ils les acceptent. Cependant, ils rejettent le goût pour le classicisme de Jacques-Louis David et Dominique Ingres. La scène artistique bénéficie de l'effervescence de la scène littéraire française, à la même époque.
En 1863, les artistes non admis au Salon officiel exposent au « Salon des refusés », symbole des dissensions qui commencent à s'exprimer. La même année, Prosper Mérimée et Eugène Viollet-le-Duc conçoivent une réforme de l'institution académique, plaçant l'administration des beaux-arts, alors dans l'opposition, sous la tutelle de l'État. Eugène Viollet-le-Duc entend par là promouvoir l'originalité comme critère de promotion d'une œuvre d'art.
À la fin du XIXe siècle, le mouvement impressionniste met définitivement fin à l'autorité académique. L'école française étant concomitante de l'académisme, elle disparaît définitivement, ce qui pousse les historiens et critiques d'art à réaffirmer sa splendeur passée.

## Débats historiographiques (XVIIe–XXesiècles)

### Les doutes sur l'existence d'une école française
Pierre Rosenberg fait le constat que, « pendant longtemps, on n'imaginait pas qu'ait existé une école française de peinture. […] Certes, on distinguait bien Poussin et Claude Lorrain. C'était pour rappeler qu'ils avaient choisi l'Italie, qui les avait adoptés ». Il en vient donc à la conclusion que l'existence d'une école française ne va pas de soi, mais qu'elle s'est petit à petit imposée, au point de devenir incontestable. Félibien ne mentionne d'ailleurs pas d'école française dans ses Entretiens, quand bien même honore-t-il en permanence la « France » et les « Français », tandis que Roger de Piles exprime des doutes quant à une éventuelle homogénéité de l'école française. L'école peut se qualifier géographiquement aussi bien que stylistiquement, mais une vision éminemment subjective s'est imposée au XIXe siècle avec la montée des nationalismes. Nathalie Heinich remarque qu'au XVIIe siècle, les « premiers textes d'histoire et de théorie de l'art trahissent maints flottements », et que le terme « école », dans les textes, est utilisé indistinctement comme synonyme de « nation », « manière » et « style ».

### Le siècle des Lumières
En 1755, le Chevalier de Jaucourt, dans l'article de l'Encyclopédie consacré à l'« École françoise », caractérise cette dernière par son « bon goût », importé en France par les peintres italiens sous le règne de François Ier. S'il avance que Jean Cousin, peintre du XVIe siècle, est le premier peintre français à se faire une réputation, il ne fait véritablement débuter l'école française qu'à l'époque de Simon Vouet, le premier à prodiguer un enseignement. Nicolas Poussin consacre définitivement la peinture française en devenant « le premier peintre de l'Europe ». Cependant, le Chevalier de Jaucourt reconnaît qu'« il est difficile de caractériser en général cette école », le goût des uns différant du goût des autres.
À l'inverse, Dezallier d'Argenville met en avant un goût spécifiquement français. Françoise-Marie Marsy, dans le Dictionnaire abrégé de peinture et d'architecture, publié en 1746, distingue cinq écoles, parmi lesquelles l'école française, sans toutefois la caractériser. Les philosophes germanophones associent à l'école française de peinture un goût qui lui serait particulier. Ainsi, alors que les érudits français sont divisés quant à une éventuelle homogénéité de goût chez les artistes français, les clichés véhiculés à l'étranger tendent à uniformiser un goût typiquement français.
Néanmoins, le philosophe Johann Georg Sulzer, qui nourrit une certaine admiration pour la politique artistique de la France dans sa Théorie générale des beaux-arts, publiée en 1771, ne reconnaît pas d'« école française », car les artistes français n'auraient aucun caractère distinctif : il classe ces derniers à l'intérieur d'une école romaine, la plupart ayant été formés à Rome.
Les catalogues des ventes parisiennes distinguent pourtant quasi systématiquement une école française, à la même époque, pour des raisons pratiques.

### Le nationalisme français duXIXesiècle
L'« école française » à proprement parler constitue véritablement une expression du XIXe siècle. Auparavant, les érudits n'emploient ces termes que pour signifier qu'un tel objet n'existe pas.
Après la Révolution française, les discours nationalistes encensent le génie national. En 1803, Dominique Vivant Denon, directeur du musée napoléonien, affirme que l'école française, qui se distingue par son intellectualisme, constitue « la plus belle et presque la seule école qui existe en Europe ».
En 1810, le conservateur Alexandre Lenoir prétend que l'école française, qui a notamment, parmi ses fondateurs, Jean Cousin, « n'a jamais eu de caractère particulier » si ce n'est l'intelligence de ses compositions, due à « la vivacité de l'esprit national ». Les auteurs voient tous en Jean Cousin le fondateur de l'école française, et accordent une place de grande envergure à Nicolas Poussin.
Au milieu du XIXe siècle, les historiens de l'art attribuent une unité et une continuité à la peinture française, ce qui paraît hors de propos jusque-là. On redécouvre le XVIIIe siècle, période lors de laquelle les influences flamandes et italiennes sont moindres qu'aux débuts de l'académisme, et on identifie ainsi des caractéristiques propres à la peinture française.
En 1854, Henry Delaborde entreprend de dresser un bilan de l'histoire de la peinture française, relisant cette dernière à l'aune de l'existence d'une école française de peinture. Il tente de répondre à deux questions : quelles sont les qualités distinctives de l'école française et depuis quand celle-ci existe-t-elle ? Il remet en cause le postulat d'un manque d'unité de la peinture française et l'absence de tout caractère distinctif. Il affirme reconnaître l'école française à plusieurs traits principaux : le bon sens, le bon goût, la science de l'expression, la discrétion, l'intellectualisme,. Ces caractéristiques auraient garanti la pérennité de l'école française à travers les siècles, contrairement à ses voisines, qui n'auraient connues que de brefs moments de gloire. L'école française se distinguerait donc principalement du fait de sa « fécondité continue ». C'est au moment où la peinture française est hégémonique que l'expression « école française » parvient à s'imposer : la suprématie de la peinture française tend à justifier la notion.
En 1876 et en 1877, l'homme politique Georges Berger donne des conférences à l'École nationale des Beaux-Arts de Paris, couchées par écrit en 1879. Il y évoque un « pinceau national » et une « manière française ». Il adresse un tacle aux « dialecticiens » qui « contestent encore l'école française de peinture », ce qui indique que l'expression est sujette à débat. Il remarque que Charlemagne concentre savants et artistes à Aix-la-Chapelle, constituant de la sorte une école. À cette époque, Charlemagne est perçu comme un roi de France ; aussi, bien qu'Aix-la-Chapelle ne se situe pas en France, il évoque alors une « première peinture nationale », dotée d'un « arôme spécial », « l'empreinte du génie national ». Si, jusqu'au XVe siècle, l'Italie et les Pays-Bas demeurent, de son avis, « les deux centres principaux des arts en Europe », il reconnaît à la France un « raffinement du goût », dans la droite ligne de Johann Georg Sulzer. Néanmoins, comme les encyclopédistes, il ne fait véritablement commencer l'école française qu'avec Simon Vouet. Ses fondements se trouvent consolidés avec l'Académie royale de peinture et de sculpture, qui contribue à « constituer notre véritable école nationale », sur laquelle se greffe l'École nationale des Beaux-Arts.
Henri Delaborde et Georges Berger mettent l'histoire de l'école française en perspective, pour insuffler aux peintres de leur temps la conscience de leurs glorieux prédécesseurs, et ainsi redonner de l'allant à un art qui s'affranchirait trop de la tradition,. Ainsi, Henri Delaborde affirme-t-il le caractère proprement français de la lithographie, fondé sur un « goût délicat » et sur un « fin bon sens », la France étant le « pays de l'art spirituel par excellence ». De même, l'historien de l'art Paul Marmottan pense vivre à une époque où il n'existe plus d'écoles : il pose les jalons de l'école française de peinture entre 1789 et 1830 pour montrer aux artistes contemporains que cela n'a pas toujours été le cas.

### La consolidation des racines de l'école française
Jusqu'au début du XXe siècle, les historiens de l'art établissent la genèse de l'école française à l'époque de Simon Vouet, sans toutefois proposer de date précise.
En 1926, Louis Dimier tranche et établit son acte de naissance en 1627, date du retour d'Italie de Simon Vouet. Cette thèse est aujourd'hui caduque, mais elle a fait longue date. Il réfute à cet égard le nationalisme annexionniste d'Henri Bouchot, qui consiste à assigner des origines françaises à des peintres évoluant dans des régions qui n'étaient pas françaises en leur temps, par exemple la Provence. Quant aux artistes français du XIVe siècle et du XVe siècle, ils seraient soumis à une double influence flamande et italienne. Si bien que, selon lui, l'art français commence véritablement avec le classicisme français. Comme ses prédécesseurs, Louis Dimier participe à la construction de l'école française pour mieux lui opposer les acteurs de son temps : il estime qu'il n'existe pas d'« écoles » au XIXe siècle, seulement « des partis et des sectes ». Il réhabilite donc les peintres de la cour de Louis XIV, à commencer par Charles Le Brun : leurs œuvres cessent d'être considérées comme de pâles imitations de l'art italien.
Alors que la plupart des historiens de l'art attribuent l'apparition soudaine d'une école de peinture française au retour de Simon Vouet en France, en 1627, la date-charnière est remise en question. L'école historique des Annales, constituée en 1929, remet en cause l'histoire événementielle au profit d'une histoire qui prendrait place sur le temps long. L'historien de l'art allemand Peter H. Brieger entend montrer que la peinture française du XVIIIe siècle plonge ses racines dans la tradition française médiévale davantage que dans la peinture italienne. Peter H. Brieger prétend entre autres que Simon Vouet demeure imprégné des canons français, en dépit de sa formation italienne. Il conclut ainsi : « malgré d'apparentes affinités avec l'art italien de la Renaissance, les racines de la conception, aussi bien formelle que spirituelle, remontent bien plus avant dans l'art national du passé ».

### La nostalgie à l'égard de l'école française, auXXesiècle
En 1932, une exposition, organisée à Londres par la Royal Academy, passe en revue l'histoire de l'art français, exposant 372 pièces confectionnées entre le XIIIe siècle et le XIXe siècle. Attirant près de 100 000 visiteurs, elle connaît un certain succès : l'école française bénéficie d'un regain d'intérêt. La même année, une nouvelle édition de l'exposition envahit le Petit Palais, à Paris : le nombre de pièces est restreint ; elle dresse l'évolution de l'art français sous Louis XIII et Louis XIV. L'expression « école française » se popularise ainsi auprès d'un large public, dépassant les seuls cercles d'historiens de l'art.
Au XXe siècle, l'avènement de l'abstraction et des installations, mais aussi la transformation du soutien institutionnel aux artistes font naître, chez les historiens et critiques d'art, un sentiment de nostalgie pour l'école française de peinture telle qu'elle existait du temps de l'Académie. Jacques Chambaudet estime que l'art français contemporain connaît une décadence, car les productions artistiques ne sont plus guère saluées par le public. Il croit identifier des caractéristiques essentielles de l'école française : alors que, jusqu'à présent, les historiens de l'art faisaient état de son bon goût, il met en avant sa « discrétion dans la force », se rapprochant ainsi de l'avis d'Henri Delaborde. Il achève l'histoire de l'école française au moment où émergent les impressionnistes, ceux-ci inaugurant une ère où les artistes ne vivraient que de formules.
Pour consacrer l'art français, les critiques d'art participent à la dévalorisation de l'art italien post-caravagesque : Georges Charensol estime qu'au XVIIe siècle, « la décadence de l'art italien était évidente ». Le critique d'art identifie en parallèle la montée en puissance d'une « école de Versailles », emmenée par Charles Le Brun, qui prend dès lors à ses yeux le devant de la scène artistique européenne. L'académisme, longtemps critiqué en raison de sa rigidité, fait lui aussi l'objet d'une réhabilitation : les critiques d'art insistent désormais sur la quasi-gratuité de l'Académie royale de peinture et de sculpture.
En 1986, la création du musée d'Orsay consacre la continuité entre les courants qui se sont succédé dans l'histoire de la peinture, et renoue avec le projet avorté d'un « musée spécial de l'École française ». Certaines caractéristiques mises en avant par les érudits du XVIIe siècle et les historiens de l'art du XIXe siècle restent mises en avant par les historiens de l'art contemporains : par exemple, Pierre Rosenberg affirme que la peinture française est « souvent intellectuelle ».